# Férfi egyéni műkorcsolya az 1976. évi téli olimpiai játékokon
Az 1976. évi téli olimpiai játékokon a műkorcsolya férfi egyéni versenyszámát február 8. és 11. között rendezték. Az aranyérmet a brit John Curry nyerte. A Magyarországot képviselő Vajda László a rövid programban már nem indult el, nem fejezte be a versenyt.

## Eredmények
Kilenc bíró pontozta a versenyzőket. A pontok alapján a bírók mindegyikénél külön-külön kialakult egy sorrend, az egyes szakaszokban (kötelező elemek, rövid program, kűr) és az összesítésnél is, ez egy helyezési pontszámot is jelentett. Az egyes szakaszok, valamint az összesítés eredménye a következő kritériumok alapján alakult ki:
1. „Többségi helyezések száma”. Az a versenyző végzett előrébb, akit a bírók többsége előrébb rangsorolt. A bírók többsége azt jelentette, hogy a legjobb 5 helyezést adó bíró helyezési pontszámait vették figyelembe, de ha az 5. bíró helyezésével még volt azonos helyezés, akkor az(oka)t is figyelembe vették. Ezt az adatot tartalmazza az oszlop. (Pl. a „6×3+” azt jelenti, hogy a versenyző 6 bírónál az első 3 hely valamelyikén végzett.)
2. „Többségi helyezések összege” (a figyelembe vett bírók helyezési pontszámainak összege)
3. „Helyezések összege” (az összes bíró helyezési pontszámainak összege)
4. „Pont” (az összes bíró által adott összpontszám).

### Kötelező elemek
A kötelező programot február 8-án rendezték. A pontszám a bírók által adott pontok 40%-a.
| Hely. | Versenyző              | Nemzet                 | Többségi helyezések száma | Többségi helyezések összege | Helyezések összege | Pont  |
| ----- | ---------------------- | ---------------------- | ------------------------- | --------------------------- | ------------------ | ----- |
| 1.    | Szergej Volkov         | Szovjetunió (URS)      | 7×2+                      | 13,0                        | 19,5               | 44,76 |
| 2.    | John Curry             | Nagy-Britannia (GBR)   | 5×2+                      | 6,0                         | 21,5               | 44,96 |
| 3.    | Vlagyimir Kovaljov     | Szovjetunió (URS)      | 6×3+                      | 12,0                        | 27,0               | 44,16 |
| 4.    | Jan Hoffmann           | NDK (GDR)              | 5×3+                      | 11,5                        | 29,0               | 44,08 |
| 5.    | David Santee           | Egyesült Államok (USA) | 6×5+                      | 28,0                        | 50,5               | 42,12 |
| 6.    | Ron Shaver             | Kanada (CAN)           | 5×7+                      | 31,0                        | 70,0               | 40,68 |
| 7.    | Toller Cranston        | Kanada (CAN)           | 7×8+                      | 46,5                        | 67,5               | 41,04 |
| 8.    | Zdeněk Pazdírek        | Csehszlovákia (TCH)    | 5×9+                      | 32,0                        | 76,0               | 40,28 |
| 9.    | Szano Minoru           | Japán (JPN)            | 5×9+                      | 38,0                        | 79,0               | 40,20 |
| 10.   | Vajda László           | Magyarország (HUN)     | 6×11+                     | 54,5                        | 96,5               | 38,96 |
| 11.   | Terry Kubicka          | Egyesült Államok (USA) | 8×12+                     | 81,5                        | 94,5               | 39,32 |
| 12.   | Jurij Ovcsinnyikov     | Szovjetunió (URS)      | 7×12+                     | 75,5                        | 105,0              | 38,76 |
| 13.   | Pekka Leskinen         | Finnország (FIN)       | 6×13+                     | 65,0                        | 106,0              | 39,04 |
| 14.   | Robin Cousins          | Nagy-Britannia (GBR)   | 7×14+                     | 85,5                        | 116,5              | 38,12 |
| 15.   | Ronald Koppelent       | Ausztria (AUT)         | 5×15+                     | 70,5                        | 134,0              | 37,32 |
| 16.   | Macumura Micuru        | Japán (JPN)            | 5×16+                     | 77,0                        | 146,5              | 36,44 |
| 17.   | Stan Bohonek           | Kanada (CAN)           | 5×17+                     | 80,0                        | 152,0              | 36,16 |
| 18.   | Jean-Christophe Simond | Franciaország (FRA)    | 5×18+                     | 86,5                        | 163,5              | 34,92 |
| 19.   | Glyn Jones             | Nagy-Britannia (GBR)   | 7×19+                     | 119,5                       | 159,5              | 34,76 |
| 20.   | Billy Schober          | Ausztrália (AUS)       | 9×20+                     | 176,0                       | 176,0              | 33,12 |

### Rövid program
A rövid programot február 9-én rendezték. A pontszám a bírók által adott pontok 40%-a.
| Hely. | Versenyző              | Nemzet                 | Többségi helyezések száma | Többségi helyezések összege | Helyezések összege | Pont  |
| ----- | ---------------------- | ---------------------- | ------------------------- | --------------------------- | ------------------ | ----- |
| 1.    | Toller Cranston        | Kanada (CAN)           | 7×2+                      | 10,0                        | 15,0               | 42,04 |
| 2.    | John Curry             | Nagy-Britannia (GBR)   | 5×2+                      | 7,0                         | 18,5               | 41,88 |
| 3.    | Ron Shaver             | Kanada (CAN)           | 6×3+                      | 11,5                        | 26,5               | 41,64 |
| 4.    | David Santee           | Egyesült Államok (USA) | 6×6+                      | 31,0                        | 56,5               | 40,56 |
| 5.    | Szergej Volkov         | Szovjetunió (URS)      | 5×6+                      | 21,5                        | 57,0               | 40,52 |
| 6.    | Vlagyimir Kovaljov     | Szovjetunió (URS)      | 6×7+                      | 34,5                        | 64,0               | 40,28 |
| 7.    | Szano Minoru           | Japán (JPN)            | 6×8+                      | 38,0                        | 66,5               | 40,32 |
| 8.    | Jurij Ovcsinnyikov     | Szovjetunió (URS)      | 5×8+                      | 26,5                        | 69,5               | 40,08 |
| 9.    | Jan Hoffmann           | NDK (GDR)              | 5×8+                      | 28,5                        | 66,5               | 40,36 |
| 10.   | Terry Kubicka          | Egyesült Államok (USA) | 6×9+                      | 44,0                        | 74,5               | 40,08 |
| 11.   | Robin Cousins          | Nagy-Britannia (GBR)   | 8×11+                     | 72,5                        | 86,0               | 39,52 |
| 12.   | Macumura Micuru        | Japán (JPN)            | 7×12+                     | 82,0                        | 109,5              | 38,24 |
| 13.   | Zdeněk Pazdírek        | Csehszlovákia (TCH)    | 5×13+                     | 60,5                        | 116,0              | 38,12 |
| 14.   | Pekka Leskinen         | Finnország (FIN)       | 7×14+                     | 92,0                        | 122,0              | 37,64 |
| 15.   | Stan Bohonek           | Kanada (CAN)           | 8×15+                     | 117,0                       | 133,0              | 36,72 |
| 16.   | Jean-Christophe Simond | Franciaország (FRA)    | 7×16+                     | 111,0                       | 145,0              | 35,32 |
| 17.   | Glyn Jones             | Nagy-Britannia (GBR)   | 9×17+                     | 151,0                       | 151,0              | 34,08 |
| –     | Vajda László           | Magyarország (HUN)     | nem indult                |                             |                    |       |
| –     | Ronald Koppelent       | Ausztria (AUT)         | nem indult                |                             |                    |       |
| –     | Billy Schober          | Ausztrália (AUS)       | nem indult                |                             |                    |       |

### Kűr
A kűrt február 11-én rendezték. A pontszám a bírók által adott pontok 100%-a.
| Hely. | Versenyző              | Nemzet                 | Többségi helyezések száma | Többségi helyezések összege | Helyezések összege | Pont   |
| ----- | ---------------------- | ---------------------- | ------------------------- | --------------------------- | ------------------ | ------ |
| 1.    | John Curry             | Nagy-Britannia (GBR)   | 7×1+                      | 7,0                         | 10,5               | 105,90 |
| 2.    | Toller Cranston        | Kanada (CAN)           | 5×3+                      | 10,5                        | 28,5               | 104,30 |
| 3.    | Terry Kubicka          | Egyesült Államok (USA) | 5×3+                      | 12,5                        | 31,0               | 103,90 |
| 4.    | Vlagyimir Kovaljov     | Szovjetunió (URS)      | 5×4+                      | 14,5                        | 35,0               | 103,20 |
| 5.    | Jan Hoffmann           | NDK (GDR)              | 6×5+                      | 20,5                        | 41,0               | 102,90 |
| 6.    | David Santee           | Egyesült Államok (USA) | 5×7+                      | 28,5                        | 60,0               | 101,60 |
| 7.    | Jurij Ovcsinnyikov     | Szovjetunió (URS)      | 5×7+                      | 29,5                        | 60,5               | 101,20 |
| 8.    | Robin Cousins          | Nagy-Britannia (GBR)   | 5×7+                      | 30,5                        | 68,0               | 100,50 |
| 9.    | Szergej Volkov         | Szovjetunió (URS)      | 7×9+                      | 58,0                        | 83,0               | 98,80  |
| 10.   | Szano Minoru           | Japán (JPN)            | 8×10+                     | 77,5                        | 88,0               | 98,20  |
| 11.   | Macumura Micuru        | Japán (JPN)            | 9×11+                     | 91,5                        | 91,5               | 97,80  |
| 12.   | Zdeněk Pazdírek        | Csehszlovákia (TCH)    | 7×13+                     | 86,5                        | 115,0              | 93,20  |
| 13.   | Stan Bohonek           | Kanada (CAN)           | 6×13+                     | 73,5                        | 117,0              | 93,00  |
| 14.   | Pekka Leskinen         | Finnország (FIN)       | 6×14+                     | 79,5                        | 126,5              | 90,30  |
| 15.   | Jean-Christophe Simond | Franciaország (FRA)    | 6×15+                     | 86,5                        | 134,5              | 89,20  |
| 16.   | Glyn Jones             | Nagy-Britannia (GBR)   | 5×15+                     | 70,0                        | 134,0              | 88,40  |
| –     | Ron Shaver             | Kanada (CAN)           | nem indult                |                             |                    |        |

### Végeredmény
| Helyezés | Versenyző              | Nemzet                 | Helyezési pontszámok bírónként | Helyezési pontszámok bírónként | Helyezési pontszámok bírónként | Helyezési pontszámok bírónként | Helyezési pontszámok bírónként | Helyezési pontszámok bírónként | Helyezési pontszámok bírónként | Helyezési pontszámok bírónként | Helyezési pontszámok bírónként | Több. hely. száma | Több. hely. össz. | Hely. össz. | Pont   |
| Helyezés | Versenyző              | Nemzet                 | 1                              | 2                              | 3                              | 4                              | 5                              | 6                              | 7                              | 8                              | 9                              | Több. hely. száma | Több. hely. össz. | Hely. össz. | Pont   |
| -------- | ---------------------- | ---------------------- | ------------------------------ | ------------------------------ | ------------------------------ | ------------------------------ | ------------------------------ | ------------------------------ | ------------------------------ | ------------------------------ | ------------------------------ | ----------------- | ----------------- | ----------- | ------ |
| Arany    | John Curry             | Nagy-Britannia (GBR)   | 2,0                            | 1,0                            | 1,0                            | 1,0                            | 1,0                            | 1,0                            | 1,0                            | 2,0                            | 1,0                            | 7×1+              | 7                 | 11          | 192,74 |
| Ezüst    | Vlagyimir Kovaljov     | Szovjetunió (URS)      | 4,0                            | 2,0                            | 4,0                            | 2,0                            | 4,0                            | 5,0                            | 3,0                            | 1,0                            | 3,0                            | 5×3+              | 11                | 28          | 187,64 |
| Bronz    | Toller Cranston        | Kanada (CAN)           | 1,0                            | 3,0                            | 2,0                            | 4,0                            | 6,0                            | 2,0                            | 5,0                            | 3,0                            | 4,0                            | 5×3+              | 11                | 30          | 187,38 |
| 4.       | Jan Hoffmann           | NDK (GDR)              | 3,0                            | 5,0                            | 5,0                            | 3,0                            | 3,0                            | 3,0                            | 4,0                            | 6,0                            | 2,0                            | 5×3+              | 14                | 34          | 187,34 |
| 5.       | Szergej Volkov         | Szovjetunió (URS)      | 6,0                            | 4,0                            | 6,0                            | 5,0                            | 7,0                            | 12,0                           | 2,0                            | 4,0                            | 7,0                            | 6×6+              | 27                | 53          | 184,08 |
| 6.       | David Santee           | Egyesült Államok (USA) | 5,0                            | 7,0                            | 3,0                            | 7,0                            | 2,0                            | 6,0                            | 6,0                            | 7,0                            | 6,0                            | 6×6+              | 28                | 49          | 184,28 |
| 7.       | Terry Kubicka          | Egyesült Államok (USA) | 7,0                            | 6,0                            | 8,0                            | 6,0                            | 5,0                            | 4,0                            | 7,0                            | 8,0                            | 5,0                            | 5×6+              | 26                | 56          | 183,30 |
| 8.       | Jurij Ovcsinnyikov     | Szovjetunió (URS)      | 9,0                            | 8,0                            | 10,0                           | 8,0                            | 10,0                           | 9,0                            | 8,0                            | 5,0                            | 8,0                            | 5×8+              | 37                | 75          | 180,04 |
| 9.       | Szano Minoru           | Japán (JPN)            | 8,0                            | 9,0                            | 9,0                            | 9,0                            | 8,0                            | 8,0                            | 9,0                            | 9,0                            | 10,0                           | 8×9+              | 69                | 79          | 178,72 |
| 10.      | Robin Cousins          | Nagy-Britannia (GBR)   | 10,0                           | 10,0                           | 7,0                            | 10,0                           | 9,0                            | 7,0                            | 11,0                           | 10,0                           | 9,0                            | 8×10+             | 72                | 83          | 178,14 |
| 11.      | Macumura Micuru        | Japán (JPN)            | 11,0                           | 11,0                           | 11,0                           | 12,0                           | 12,0                           | 10,0                           | 10,0                           | 11,0                           | 11,0                           | 7×11+             | 75                | 99          | 172,48 |
| 12.      | Zdeněk Pazdírek        | Csehszlovákia (TCH)    | 12,0                           | 12,0                           | 12,0                           | 11,0                           | 11,0                           | 11,0                           | 12,0                           | 12,0                           | 13,0                           | 8×12+             | 93                | 106         | 171,60 |
| 13.      | Pekka Leskinen         | Finnország (FIN)       | 13,0                           | 13,0                           | 13,0                           | 14,0                           | 14,0                           | 13,0                           | 14,0                           | 13,0                           | 12,0                           | 6×13+             | 77                | 119         | 166,98 |
| 14.      | Stan Bohonek           | Kanada (CAN)           | 14,0                           | 15,0                           | 14,0                           | 13,0                           | 13,0                           | 14,0                           | 13,0                           | 14,0                           | 14,0                           | 8×14+             | 109               | 124         | 165,88 |
| 15.      | Jean-Christophe Simond | Franciaország (FRA)    | 15,0                           | 14,0                           | 15,0                           | 15,0                           | 16,0                           | 15,0                           | 16,0                           | 16,0                           | 15,0                           | 6×15+             | 89                | 137         | 159,44 |
| 16.      | Glyn Jones             | Nagy-Britannia (GBR)   | 16,0                           | 16,0                           | 16,0                           | 16,0                           | 15,0                           | 16,0                           | 15,0                           | 15,0                           | 16,0                           | 9×16+             | 141               | 141         | 157,24 |